# Xanthorhoe pseudannotinata
Xanthorhoe pseudannotinata is een vlinder uit de familie spanners (Geometridae). De wetenschappelijke naam is voor het eerst geldig gepubliceerd in 2007 door Vasilenko.
De soort komt voor in Europa.